# Édouard Louis
Édouard Louis (r. Eddy Bellegueule; 30. listopada 1992.) je suvremeni francuski pisac.

## Biografija
Louis se rodio i odrastao u Hallencourtu, Francuska, u siromašnoj radničkoj obitelji. Prvi je član svoje obitelji koji je studirao na fakultetu: 2011. godine primljen je na École Normale Supérieure, a obrazovanje je nastavio na School for Advanced Studies in the Social Sciences u Parizu.  
Njegovi romani bave se temama modernog siromaštva, isključenosti, homoseksualnosti, radničke klase i klasnih razlika.

### Romani
- Édouard Louis. 2014. En finir avec Eddy Bellegueule (francuski). Le Seuil. Pariz. ISBN 9782021117707
  - Édouard Louis. 2019. Raskrstimo s Eddyjem. Prijevod: Kovač, Ita. OceanMore. Zagreb. ISBN 978-9533320908
- Édouard Louis. 2016. Histoire de la violence (francuski). Le Seuil. Pariz. ISBN 978-2021177787
  - Édouard Louis. 2019. Povijest nasilja. Prijevod: Kovács, Lea. OceanMore. Zagreb. ISBN 978-9533320915
- Édouard Louis. 2018. Qui a tué mon père (francuski). Le Seuil. Pariz. ISBN 978-2021399431
  - Édouard Louis. 2019. Tko je ubio mog oca. Prijevod: Wurtzberg, Zlatko. OceanMore. Zagreb. ISBN 978-9533321035
- Édouard Louis. 2021. Combats et métamorphoses d'une femme (francuski). Le Seuil. Pariz. ISBN 978-2021312546
  - Édouard Louis. 2022. Borbe i metamorfoze jedne žene. Prijevod: Kušpilić, Vanda. OceanMore. Zagreb. ISBN 978-9533321325
- Édouard Louis. 2021. Changer : méthode (francuski). Le Seuil. Pariz. ISBN 978-2021483048
  - Édouard Louis. 2023. Preobrazba: metoda. Prijevod: Kovač, Ita. OceanMore. Zagreb. ISBN 978-9533321547

### Publicistika
- Pierre Bourdieu. L'insoumission en héritage, Édouard Louis (urednik), Annie Ernaux, Didier Eribon, Arlette Farge, Frédéric Lordon, Geoffroy de Lagasnerie i Frédéric Lebaron, (Presses Universitaires de France, 2013; ISBN 978-2-13-061935-2).
- Foucault contre lui-même. François Caillat (urednik), Édouard Louis, Geoffroy de Lagasnerie, Arlette Farge, Didier Eribon, (Presses Universitaires de France, 2014; ISBN 978-2-13-063289-4).

## Vanjske poveznice
|  | Zajednički poslužitelj ima još gradiva o temi Édouard Louis |